# Ветрилни червеи
Ветрилните червеи (Sabellidae) са семейство многочетинести червеи от разред Sabellida.
Таксонът е описан за пръв път от Андерш Юхан Малмгрен през 1867 година.

## Родове
- Amphicorina
- Amphiglena
- Anamobaea
- Aracia
- Bispira
- Branchiomma
- Chone
- Claviramus
- Clymeneis
- Desdemona
- Dialychone
- Euchone
- Eudistylia
- Euratella
- Fabricia
- Fabriciola
- Glomerula
- Haplobranchus
- Hypsicomus
- Jasmineira
- Laonome
- Manayunkia
- Megalomma
- Myxicola
- Notaulax
- Novafabricia
- Oriopsis
- Panoumethus
- Panousea
- Parasabella
- Perkinsiana
- Potamethus
- Potamilla
- Pseudobranchiomma
- Pseudofabricia
- Pseudofabriciola
- Pseudopotamilla
- Sabella
- Sabellastarte
- Sabellomma
- Sabellonga
- Schizobranchia
- Terebrasabella